# Purgatorius unio
Purgatorius unio es una especie extinta de mamífero placentario del género extinto Purgatorius y de la tribu extinta Purgatoriini, que vivió hace aproximadamente 63 millones de años, en el primer período de la era Cenozoica que sería el Paleoceno, en lo que hoy es América del Norte.

## Clasificación
P. unio fue nombrada por Van Valen y Sloan en 1965.

## Características
Los dientes de Purgatorius (como se sabe de Purgatorius unio, una especie del Paleoceno) ilustran un número de caracteres que se puede considerar primitivo con respecto a sus parientes conocidos más cercanos entre los primates del Paleoceno. El canino inferior parece haber sido tan grande como el más grande de los incisivos inferiores posteriores. Su tamaño y estructura indican que, era un diente relativamente grande, posiblemente tan grande o más grande que el canino.
El promedio de P. unio de medidas (en mm): m1 2,10 x 1,50.

## Descubrimiento
El holotipo U.M. No. V.P.1597 , descubierto en la Formación Tullock de Montana en Purgatory Hill, el material es solo un diente (derecho superior M2).